# آرشي كاميرون
آرشي كاميرون (بالإنجليزية: Archie Galbraith Cameron)‏ هو فلاح وضابط وجندي وضابط استخبارات وسياسي أسترالي وبريطاني (وحمل سابقاً جنسية المملكة المتحدة لبريطانيا العظمى وأيرلندا)، ولد في 22 مارس 1895 في أستراليا، وتوفي في 9 أغسطس 1956 في نفس البلد. حزبياً، نشط في الحزب الوطني الأسترالي والحزب الليبرالي الأسترالي وCountry Party (South Australia) ‏ ( – 9 يونيو 1932) وتحالف الليبرالية والريفي (9 يونيو 1932 – ).

## مناصب
- انتخب Minister for Communications (Australia) [الإنجليزية]‏ (7 نوفمبر 1938 – 26 أبريل 1939).
- انتخب وزير الزراعة والموارد المائية [الإنجليزية]‏ (14 مارس 1940 – 28 أكتوبر 1940).
- انتخب وزير الدفاع [الإنجليزية]‏ (14 مارس 1940 – 28 أكتوبر 1940).
- انتخب عضو مجلس النواب الأسترالي عن دائرة باركر [الإنجليزية]‏ (15 سبتمبر 1934 – 9 أغسطس 1956).
- انتخب عضو مجلس النواب جنوب أستراليا من الجمعية عن دائرة Electoral district of Wooroora [الإنجليزية]‏ وقد انضم خلال فترته النيابية (26 مارس 1927 – 7 أغسطس 1934)  للكتلة البرلمانية Country Party (South Australia) [الإنجليزية]‏.
- انتخب Speaker of the Australian House of Representatives [الإنجليزية]‏ (22 فبراير 1950 – 9 أغسطس 1956).